# Bocca della Verità

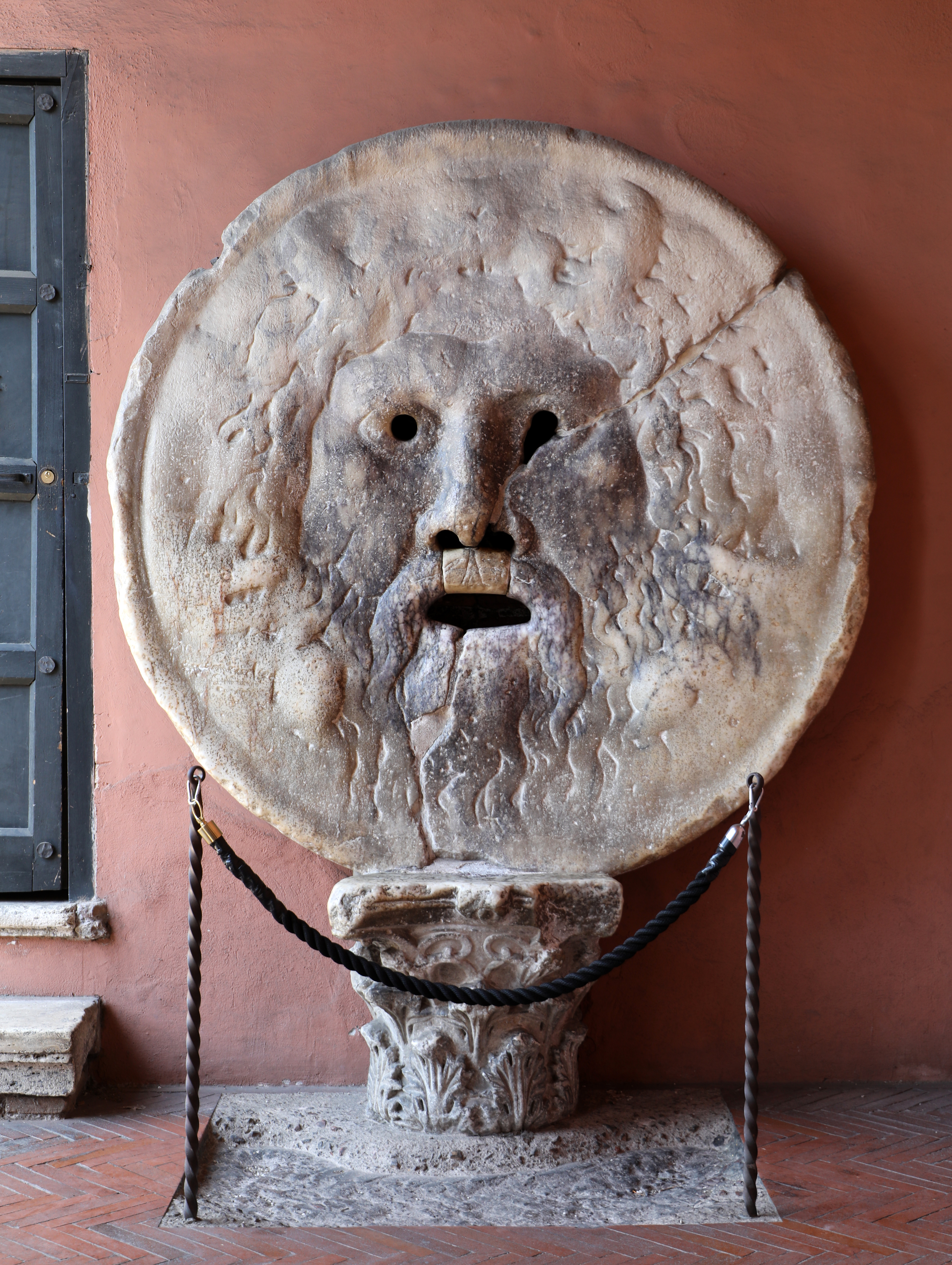
Bocca della Verità

Die Bocca della Verità (deutsch „Mund der Wahrheit“) ist ein scheibenförmiges Relief, das an der linken Schmalseite in der Säulenvorhalle der römischen Kirche Santa Maria in Cosmedin angebracht ist.
Der Name Bocca della Verità wurde erstmals 1485 urkundlich erwähnt. Das etwa 2000 Jahre alte, antike Relief befindet sich seit 1632 in der Vorhalle der Kirche.

## Der Marmor
Die Bocca della Verità besteht aus Pavonazzetto-Marmor. Dieser Marmor (marmor phrygium, marmor synnadicum oder marmor docimium) kommt aus Dokimeion in Phrygien, heute Phrygisches Tal (türkisch Frig Vadisi), bei der Stadt İscehisar, hat eine leicht graue Färbung und ist relativ feinkörnig. Er wurde als Rohling exportiert.
Aus Dokimeion stammt auch eine Sorte hellen und von rötlichen Adern durchzogenen Marmors, der vor allem für die Ausarbeitung von Säulensarkophagen herangezogen wurde.
Der Durchmesser der Scheibe beträgt ca. 175 cm, ihre Dicke 19 cm. Das Gewicht wird mit 1.200–1.300 kg angegeben. Sie wird von insgesamt fünf Löchern durchbrochen: zwei für die Augen, eines für den Mund und zwei für die Nasenlöcher. An ihrem Rand befinden sich links und rechts jeweils ein weiteres Loch, in dem sie mit Metallhaken an der Wand befestigt wurde.

## Theorien

Forum Boarium mit Verlauf Cloaca Maxima, Ara Maxima und St. Maria in Cosmedin

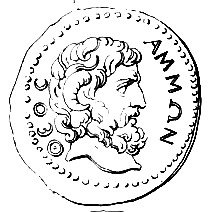
Jupiter Ammon mit Widderhörnern beidseitig des Kopfes

Die ursprüngliche Verwendung ist nicht mit letzter Sicherheit zu klären. Die Bocca della Verità könnte von der Ara Maxima Herculis, dem großen Altar des Hercules stammen, auf dessen Resten die Kirche Santa Maria in Cosmedin errichtet wurde.
Die Römer verehrten Herakles unter dem lateinischen Namen Hercules, aus dem etruskischen Hercle und dem griechischen Namen durch Synkope entstanden, wie die Griechen als Gott. Dieser unterscheidet sich jedoch in einer Reihe von Mythen von seinem annektierten Pendant. An seinem Tempel auf dem Forum Boarium gelobten ihm Geschäftsleute bei Antritt ihrer Reisen den zehnten Teil ihres Gewinnes.
Am häufigsten wird jedoch die These vertreten, dass es sich bei dem Relief um eine Art „Kanal- oder Brunnendeckel“ der Cloaca Maxima handelte. Hierfür werden folgende Indizien genannt:
- Stellt man sich die Marmorscheibe liegend vor, so befinden sich die Löcher an Nase, Mund und Augen an den tiefsten Stellen, womit sie als Einläufe zu erklären wären.
- Die starke Abnutzung der vorspringenden Teile ist charakteristisch für ein Relief, das lange am Boden lag und von vielen Füßen blankpoliert wurde.
- Der heutige Anbringungsort liegt unweit der Cloaca Maxima.

Auch die Darstellung ist wegen des schlechten Erhaltungszustandes nicht mehr klar identifizierbar – unter anderen werden Oceanos, Triton, der römische Gott Faunus, aber auch der aus Ägypten stammende Jupiter Ammon in Erwägung gezogen. Der ägyptische Jupiter wird mit Widderhörnern zu beiden Seiten des Kopfes dargestellt. Griechen und Römer haben ihn aus ihren Kolonien, vornehmlich Kyrene, nach Rom gebracht und verehrten ihn als Jupiter Ammon. Auch das Sternbild des Widders im Tierkreis wurde mit diesem Kult in Verbindung gesetzt. Der ursprüngliche ägyptische Name war Amun und stand für einen Weidegott. Am höchsten wurde Ammon in Theben in Oberägypten verehrt.
In Venedig dienten ähnliche Masken, die Bocche di Leone, als öffentliche Briefkästen, durch die man Bittschriften und Denunziationen an die obersten Gewalthaber beförderte.

## In Kunst und Kultur
- Einer mittelalterlichen Legende zufolge verliert jeder seine Hand, der sie ihr in den Mund legt und dabei nicht die Wahrheit sagt.[4]
- Weit weniger bekannt ist heute, dass um 1900 der Komponist Heinrich Platzbecker, in Zusammenarbeit mit Adele Osterloh, eine Operette gleichen Namens komponierte.[5]
- Die Bocca della Verità kommt in der Kurzgeschichte Nightwings (1969) von Robert Silverberg vor.
- Von Friederike Mayröcker stammt das Hörspiel Bocca della verità.[6]
- Bekannt wurde die Bocca della Verità vor allem auch durch den Film Ein Herz und eine Krone mit Gregory Peck und Audrey Hepburn.[7] Santa Maria in Cosmedin wurde hierdurch ein beliebtes Ziel für Touristen.
- Das Ritual, die Hand in den Mund des Steins zu legen, wird in Harun Farockis Installation Übertragung (2007) neben ähnlichen Gesten dargestellt.[8]
- Die Szene aus Ein Herz und eine Krone wurde 2000 in dem japanischen Film Sleeping Bride von Hideo Nakata parodiert. Sie taucht ebenfalls in dem Film Only You (1994) mit Robert Downey Jr. und Marisa Tomei auf.
- Sie ist auch in dem Spiel Animal Crossing für Nintendo GameCube zu sehen und ebenso in Animal Crossing: Wild World für Nintendo DS.
- Zusätzlich ist die Bocca della Verità in anderen Nintendo-Spielen zu finden, wie beispielsweise als Gegner in dem Awakening-Vertreter der „Fire Emblem“-Reihe.
- Seit 1987 werden Bocca-della-Verità-Wahrsageautomaten in Italien hergestellt und in viele Länder verkauft.[9]

## Historisches
- Am 12. März 1812 wurden an der Bocca della Verità der Räuberhauptmann Stefano Spadolino und vier Mittäter durch Erschießen hingerichtet.[10]